# Miles Magister
Майлс Маджистер (англ. Miles Magister) — британский учебный самолёт. Первый тренировочный моноплан Королевских военно-воздушных сил, использовался для подготовки пилотов Спитфайров и Харрикейнов.

## Тактико-технические характеристики
Источник данных: 

Технические характеристики
- Экипаж: 2 (курсант и инструктор)
- Длина: 7,51 м
- Размах крыла: 10,31 м
- Высота: 2,77 м
- Площадь крыла: 16,35 м²
- Масса пустого: 571 кг
- Нормальная взлётная масса: 836 кг
- Силовая установка: 1 × Де Хэвилленд Джипси Мэйджер I
- Мощность двигателей: 1 × 130 л. с. (1 × 97 кВт)

Лётные характеристики
- Максимальная скорость: 212 км/ч (132 миль в час)
- Крейсерская скорость: 186 км/ч (105 миль в час)
- Практическая дальность: 612 км (380 миль)
- Практический потолок: 5500 м (18 000 футов)

## Модификации
Miles M.14 Magister / Hawk Trainer III
Ранняя серийная версия
Miles M.14A Magister I / Hawk Trainer III
улучшенная модификация
Miles M.14B Magister II / Hawk Trainer II
двигатель Blackburn Cirrus II (135 л.с.)

## Эксплуатанты
Великобритания
- Royal Air Force
  - 24-я, 81-я, 173-я и 267-я эскадрильи
- Fleet Air Arm

 Канада
ВВС Канады
 Австралия
- ВВС Австралии  – 1.

 Новая Зеландия
- ВВС Новой Зеландии – 2.
  - 1-я эскадрилья
  - 42-я эскадрилья

Британская Малайя
- Malaya Volunteer Air Force (MVAF)

 Южно-Африканский Союз
- ВВС ЮАС

 Египет
- ВВС Армии Египта (до 1937 года включительно)
- Королевские ВВС Египта – 42.

 Ирландия
- Воздушный корпус Ирландии – 27 самолётов, с 1939 по 1952 годы.

 Бельгия
- ВВС Бельгии – 1 самолёт, с 1946 по 1948 годы.

 Эстония
- ВВС Эстонии – 1

 Латвия
- ВВС Латвии

 Португалия
- ВВС Португалии – 10 самолётов.

 Турция
- ВВС Турции

 Таиланд Таиланд
- Королевские ВВС Таиланда
- Авиация ВМС Таиланда